# M1910/30 152mmカノン砲

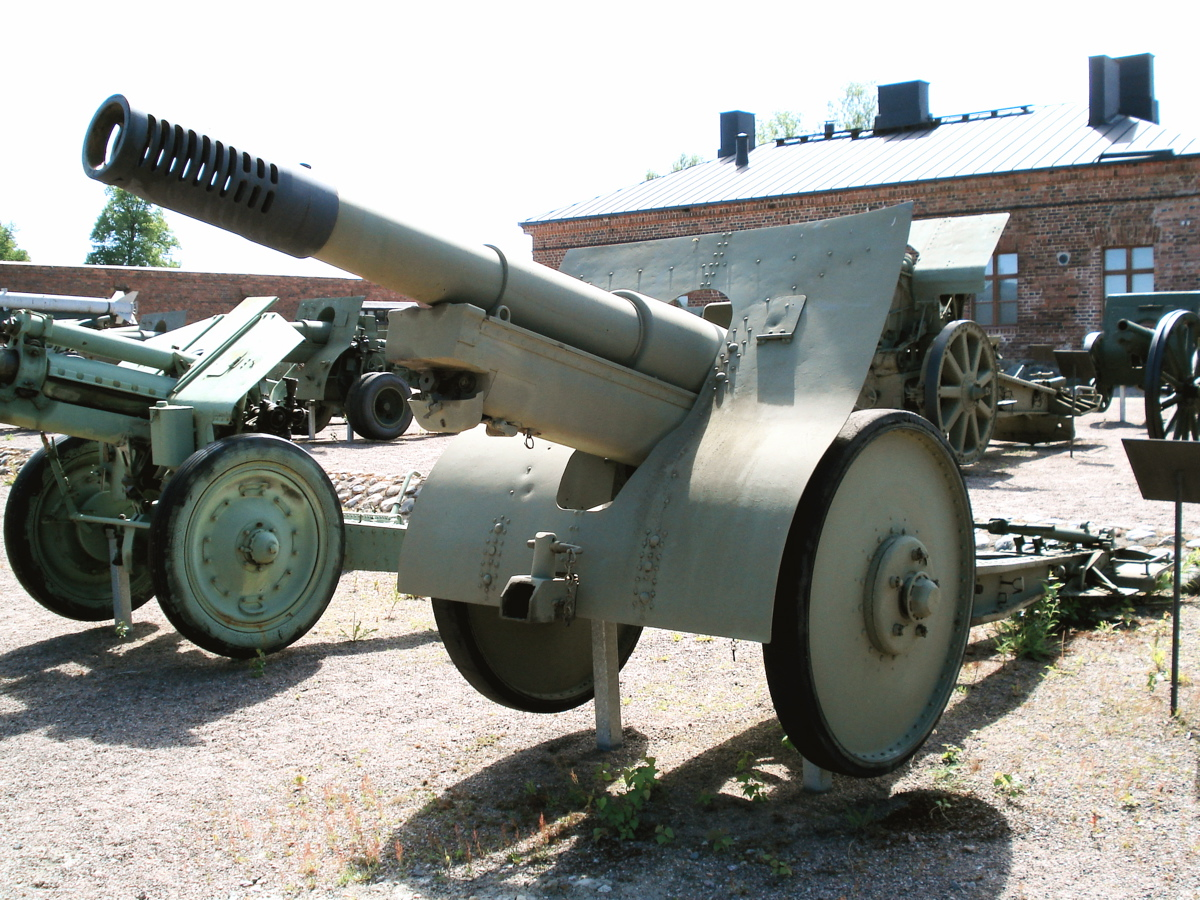
M1910/30 152mmカノン砲

M1910/30 152mmカノン砲（露: 152-мм пушка образца 1910/30 годов）とは、第一次世界大戦前にロシア帝国が採用したM1910 152mmカノン砲をソビエト連邦が改良したカノン砲である。

## 開発
1920年代末、赤軍は第一次世界大戦前にロシア帝国が採用した各種火砲の近代化改修を積極的に行っていた。その一環として、フランスのシュナイダー社が設計したM1910 152mmカノン砲に改良を行うことにした。
M1910の薬室を延長して初速を稼ぎ、マズルブレーキを装着させて砲身の後退距離を1,000mmから950mmに短縮した。さらに砲架の脚を2mに延長した。

## 概要
M1910/30は第一次世界大戦時に設計された火砲の小改良型であるため、水平射角が狭い。砲架の車軸にサスペンションがない上に、牽引時には砲身を外して別々に牽引する必要があるなど機動力に難点があった。
M1931 122mmカノン砲用に設計された新型砲架とM1910/30の砲身を組み合わせたM1910/34 152mmカノン砲の登場により1935年には製造終了となった。

## 運用
M1910/30は限定的な運用にとどまり、ノモンハン事件や冬戦争で用いられることはなかった。大祖国戦争勃発時には赤軍は120門~150門のM1910/30を保有していたが、具体的な戦歴は不明である。
ドイツ国防軍がこの砲を鹵獲して運用したかについては、鹵獲兵器コードが確認されていないため不明である。フィンランド国防軍は1門を鹵獲したが実戦で使用されることはなく、当該砲はハメーンリンナの軍事博物館に展示されている。

## スペック
- 口径：152.4mm
- 全長：m（牽引時）
- 全幅：m
- 重量：kg（戦闘時）/kg（牽引時）
- 砲身長：4,335mm（29口径、薬室を含む）
- 仰俯角：5°~+40°
- 左右旋回角：4°30′
- 運用要員：名
- 発射速度：2~4発/分（最大）
- 射程：16,800m（OF-540榴弾）
- 生産期間：1930年~1935年
- 生産総数：152門